# Foire commerciale internationale de Pyongyang
 (août 2023).
La foire commerciale internationale de printemps de Pyongyang se tient chaque année depuis 1989 dans la capitale nord-coréenne. 

## La neuvième foire internationale (mai 2006)
La neuvième foire commerciale internationale de Pyongyang s'est tenue du 15 au 18 mai 2006, avec 217 participants de treize pays : la Corée du Nord, la République populaire de Chine, la Syrie, la Thaïlande, l’Espagne, la Suède et la France, la République tchèque, la Suisse, l'Allemagne, l'Italie, les Pays-Bas et la République de Chine.
Selon le vice-ministre du commerce extérieur nord-coréen, le but de la foire est de développer des relations et des coopérations entre les pays participants « en conformité avec les désirs et les vœux de l'Humanité ».
Selon l'agence officielle nord-coréenne KCNA, les participants ont déposé des bouquets devant les photographies de Kim Jong-il et Kim Il-sung « avant de leur rendre hommage. » (ibid.)
Parmi les produits exposés, des composants en acier, des machines-outils, des produits pharmaceutiques, des engrais chimiques et des produits électroniques.

## La dixième foire internationale (mai 2007)
La dixième foire commerciale internationale s'est ouverte à Pyongyang le 14 mai 2007. Quatorze pays ou régions ont participé, dont la Russie et la République populaire de Chine.